# Laser barwnikowy
Laser barwnikowy – laser wykorzystujący organiczny barwnik jako ośrodek czynny, zwykle w postaci ciekłego roztworu. W porównaniu do gazowych i większości ośrodków wykorzystujących ciało stałe, barwnik może być wykorzystywany w znacznie większym zakresie długości fal. Szerokie pasmo pozwala na użycie ich w regulowanych i pulsacyjnych laserach. Barwnik może być zastąpiony innym typem w celu generacji światła innej długości przez ten sam laser, chociaż zwykle wymaga to wymiany części przyrządów optycznych w samym laserze.
Lasery barwnikowe zostały niezależnie wynalezione przez P. P. Sorokina i F. P. Schäfera (oraz współpracowników) w 1966.
Obok zazwyczaj używanych ciekłych laserów barwnikowych, wykorzystuje się lasery o barwniku w stanie stałym (SSDL), wykorzystujących organiczne matryce z domieszką barwnika jako ośrodka czynnego.

## Budowa
Ośrodek czynny lasera barwnikowego zawiera roztwór organicznego barwnika, który może przepływać w komorze lasera lub być rozpylany i przenoszony przez przepływające powietrze. Aby w ośrodku laserującym uzyskać inwersję obsadzeń potrzebne jest źródło światła o dużej mocy w impulsie. Zwykle do tego celu wykorzystuje się lampę błyskową lub zewnętrzny laser. Roztwór barwnika krąży w komórce z dużą prędkością, aby uniknąć absorpcji tripletów i aby zmniejszyć degradację barwnika. Pryzmat lub siatka dyfrakcyjna są zwykle montowane na ścieżce wiązki laserowej, aby umożliwić dostrojenie wiązki.
Ciekłemu ośrodkowi czynnemu lasera barwnikowego może nadać dowolny kształt, co umożliwia budowanie laserów w różnym kształcie. Wnękę rezonansową buduje się zazwyczaj w postaci rezonatora Fabry’ego-Perota, składa się ona z dwóch zwierciadeł, które mogą być płaskie lub wklęsłe, zamontowanych równolegle do siebie, z ośrodkiem czynnym między nimi. Komórka barwnika jest zwykle pompowana z boku, za pomocą   lamp błyskowych ułożonych obok komórki barwnika we wnęce interferometru. Interferometr jest zazwyczaj chłodzony wodą, w celu zapobieżenia przegrzaniu barwnika spowodowanego dużym natężeniem promieniowania podczerwonego wytwarzanego przez lampę. .
Do działania ciągłego wykorzystywany jest laser pierścieniowy, chociaż również konstrukcja z interferometrem Fabry’ego-Perota jest czasem wykorzystywana. W laserze pierścieniowym lustra lasera są umieszczone tak, aby umożliwić wiązce poruszanie się po zamkniętym torze. Komórka barwnika jest zwykle bardzo mała. Barwnik jest zwykle pompowany zewnętrznym laserem, przykładowo laserem azotowym, laserem ekscymerowym lub laserem neodymowym z podwojoną częstotliwością. Ciecz krąży z dużą prędkością, aby zapobiec absorpcji trypletów, która przerwałaby wiązkę. W przeciwieństwie do interferometrów Fabry’ego-Perota, w laserze pierścieniowym nie powstaje fala stojąca, która powoduje straty energii w nieużywanych obszarach ośrodka pomiędzy grzbietami fali. Dzięki temu, laser ma większe wzmocnienie.

## Działanie
Barwniki wykorzystywane w laserach zawierają dość duże organiczne molekuły, które fluoryzują. Dobiegające do barwnika światło wzbudza go do stanu gotowości do emisji wymuszonej - stanu singletowego. Molekuły w tym stanie, mogą emitować światło przez fluorescencję, a barwnik jest transparentny dla fali lasera. W ciągu mikrosekundy molekuły przechodzą do stanu tripletowego. W tym stanie, światło emitowane jest poprzez fosforescencję, a molekuły pochłaniają falę lasera, sprawiając, że barwnik staje się nieprzezroczysty. Ciekłe barwniki posiadają bardzo wysoką energię wzbudzenia. Lasery pompowane błyskiem potrzebują błysku o bardzo krótkim czasie trwania, aby dostarczyć dużej ilości energii potrzebnej do uzyskania inwersji obsadzeń zanim absorpcja tripletów przewyższy emisję singletów. Lasery barwnikowe z zewnętrznym laserem pompującym mogą dostarczyć energię o odpowiedniej długości fali do barwnika odpowiednio szybko, ale barwnik musi wirować z dużą prędkością, aby utrzymać triplety z dala od wiązki lasera.

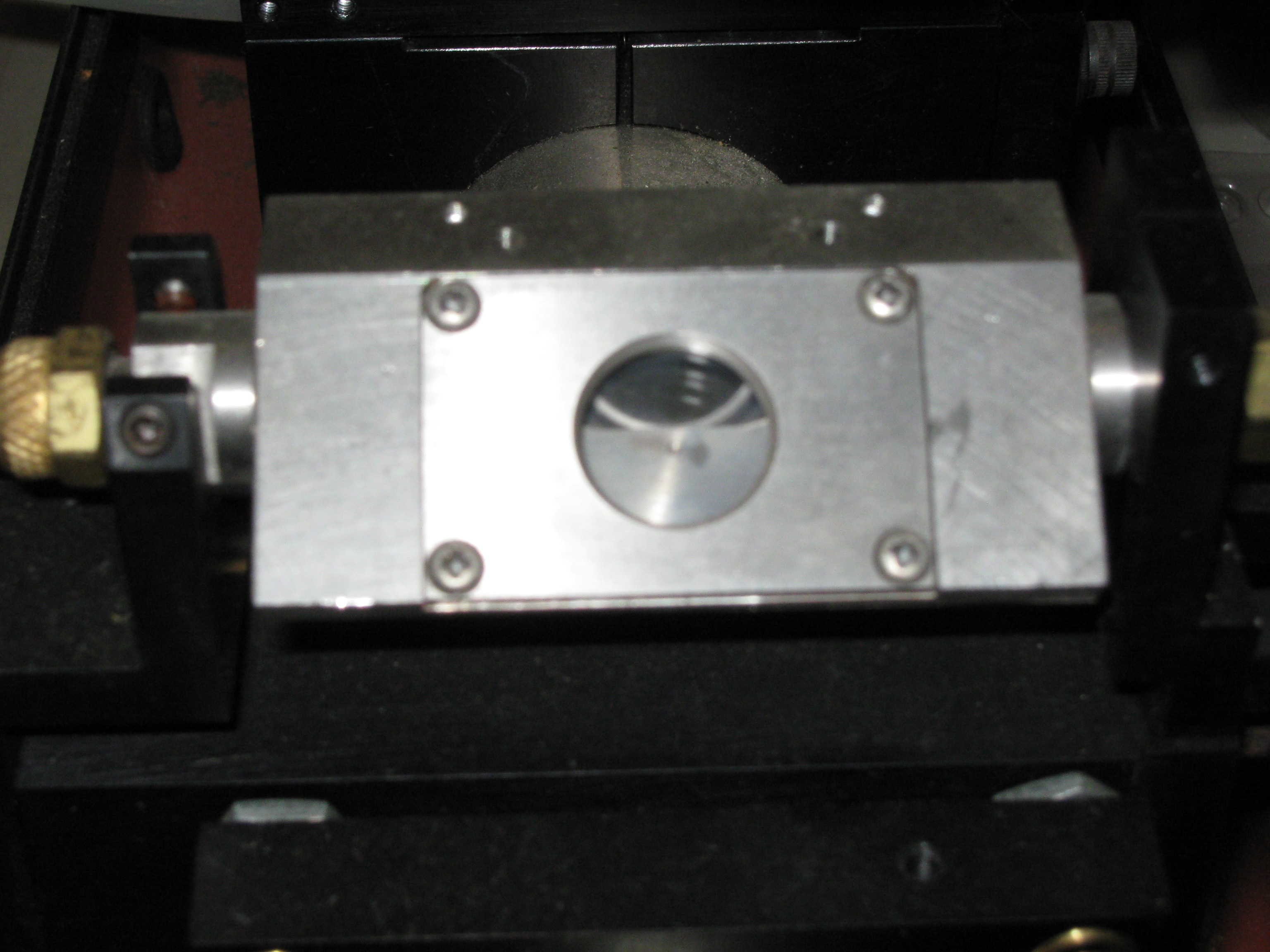
Kuweta używana w laserze barwnikowym

Barwniki mają tendencję do rozkładu pod wpływem światła, dlatego roztwór barwnika jest zazwyczaj pobierany z dużego zbiornika. Roztwór może płynąć przez kuwetę, np. szklany pojemnik, albo być w postaci aerozolu, np. jako strumień o grubości kartki papieru w otwartym powietrzu, rozpylany ze specjalnie uformowanej dyszy. Przez użycie aerozolu, zapobiega się skażeniu kuwety i stratom w wyniku odbić od szklanego pojemnika. Te zalety okupione są bardziej skomplikowaną konstrukcją lasera.
Barwniki organiczne osiągają bardzo duże wzmocnienie jako ośrodek czynny. Wiązka w celu osiągnięcia pełnej mocy musi przebiec przez ciecz tylko kilka razy. Duże wzmocnienie niesie za sobą duże straty, ponieważ odbicia od komórki barwnika lub reflektor lampy błyskowej drastycznie zmniejszają ilość energii dostępnej dla wiązki. Wnęki pompujące są często anodowane, pokrywane lub wykonywane z materiału, który nie odbija długości fali wzmacnianej, podczas gdy odbija długość fali pompowanej.

## Używane odczynniki

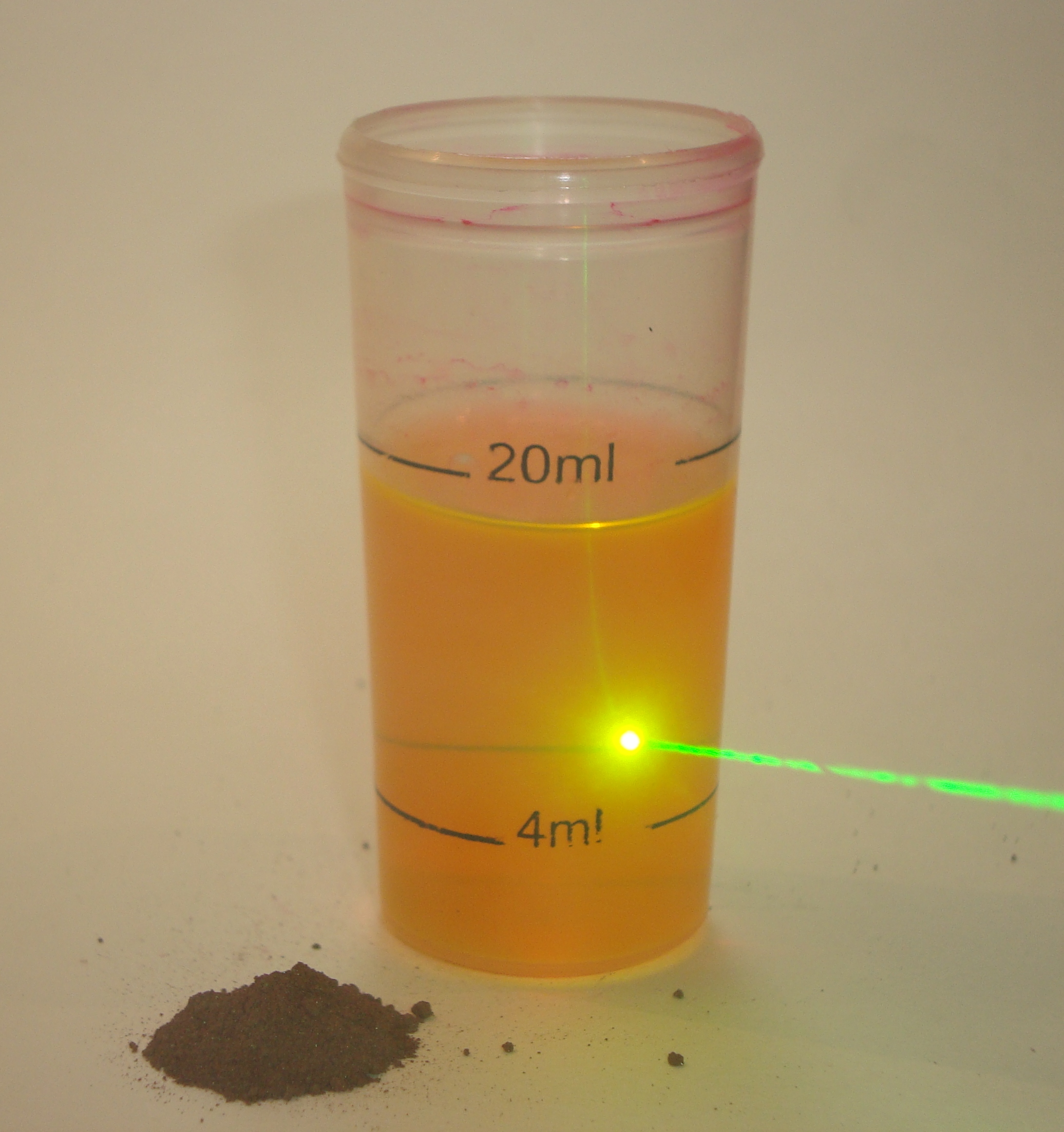
Chlorek rodaminy 6G; zmieszany z metanolem; emitujący żółte światło pod wpływem zielonego lasera

Barwniki wykorzystywane w laserach to głównie rodaminy, fluoresceina, kumaryna, stylben, umbeliferon, naftacen, zieleń malachitowa i inne. Podczas gdy część z barwników jest wykorzystywana w produkcji żywności, większość barwników jest toksyczna, a nawet kancerogenna. Wiele barwników, takich jak rodamina 6G w formie chlorku, powoduje korozje metali z wyjątkiem stali nierdzewnej.
Można wykorzystywać duży zakres rozpuszczalników, choć niektóre barwniki rozpuszczają się dobrze tylko w niektórych. Używa się różnych rozpuszczalników, wśród nich znajduje się woda, glikol, etanol, metanol, heksan, cykloheksan, cyklodekstryny i wiele innych. Rozpuszczalniki są zwykle toksyczne, a czasem mogą być pochłaniane bezpośrednio przez skórę lub opary. Wiele rozpuszczalników jest też silnie łatwopalna.
Adamantan jest dodawany do niektórych barwników w celu przedłużenia ich życia.

## Lasery pompujące
Wcześniej wspomniane lampy błyskowe i kilka typów laserów może być wykorzystywanych do optycznego pompowania laserów barwnikowych. Są to między innymi:
- lasery półprzewodnikowe
- lasery ekscymerowe
- lasery Nd:YAG, zbudowane z kryształu granatu itrowo-glinowego z domieszką neodymu
- lasery azotowe
- lasery rubinowe
- lasery argonowe
- lasery kryptonowe

## Zastosowania
Lasery barwnikowe są bardzo wszechstronne. Oprócz ich ustalonej długości fali, oferują wysokie energie impulsów lub wysokie średnie moce. Lasery pompowane błyskowo dostarczają kilkaset dżuli energii na impuls.
Lasery barwnikowe wykorzystywane są w:
- astronomii,
- przemyśle produkcyjnym[14],
- medycynie,
- spektroskopii[15].

W medycynie laserowej, te lasery wykorzystywane są na kilku polach, m.in. dermatologii gdzie używa się ich do wyrównywania kolorytu skóry. Duży zakres możliwych do uzyskania długości fal pozwala na bliskie dopasowanie do linii absorpcyjnych niektórych cząstek, takich jak melanina lub hemoglobin, podczas gdy wąski zakres odchylenia długości fali pozwala zredukować możliwość uszkodzenia tkanek. Lasery barwnikowe używane są do leczenie blizn, usuwania kamieni nerkowych, oraz do leczenie naczyniaków płaskich i innych uszkodzeń naczyń krwionośnych. Mogą być dopasowane do szeregu różnych pigmentów w celu usuwania tatuaży jak również do wielu innych zastosowań.
W spektroskopii, lasery barwnikowe mogą być wykorzystywane do badania widma absorpcyjnego i emisyjnego dla różnych materiałów. Ich szeroki zakres długości fal i wysoka moc pozwala na dużo większą różnorodność niż inne źródła światła. Ilość możliwych do uzyskania długości impulsów, od ultrakrótkich, femtosekundowych impulsów aż do fali ciągłej pozwala na wykorzystanie ich w wielu różnych dziedzinach.